# ANSA (Präprozessor)
ANSA ist ein kommerzieller Präprozessor für die Finite-Elemente-Methode, die Numerische Strömungsmechanik und Mehrkörpersimulation. Der Name ist das Acronym von „Automatic Net generation for Structural Analysis“ also von „automatischer Vernetzung für Strukturberechnungen“. Entwicklerin ist das griechische Unternehmen „BETA CAE Systems SA“ mit Hauptsitz in Epanomi, Thessaloniki. ANSA unterstützt den Modellaufbau für Berechnungen aus CAD-Daten der zu berechnenden Körper hin zu lauffähigen Eingabedateien für die Gleichungslöser der entsprechenden Disziplin. Zu dem Zweck besitzt ANSA Schnittstellen zu CAD-Datenformaten, FE-Löser, CFD-, MKS- und Gießprozess-Simulations-Software. Über eine eigene Steuersoftware und Python-Schnittstelle lassen sich Abläufe automatisieren.

## Beschreibung
- Die Software ist für gängige Betriebssysteme in 32-Bit- und 64-Bit-Architektur mit Multi-Core-CPU-Fähigkeit verfügbar.
- Geometrieheilungsfunktionen zwecks Vernetzung.
- Organisation von technischen Daten in einem zentralen Datenverwaltungssystem.
- Vernetzung von Stab-, Schalen- und Volumenmodellen sowie Netzbearbeitungsfunktionen.
- Unterstützung von Schweiß- oder Schraubenverbindungen, Verbundwerkstoffen und Grenzschichtmodellen.

## Module
ANSA besteht aus sieben Arbeitsbereichen (Module):
TOPOAufbereitung von Geometriedaten
MESHVernetzung von Flächen
VOLUME MESHVernetzung von Volumen
DECKSErgänzung von Modelldaten spezifisch für die Hauptprozessoren
MORPHVerzerrung der Geometrie für Modellvarianten
HEXA BLOCKReine Hexaeder-Vernetzung
KINETICSModellaufbereitung für Mehrkörpersimulation